# Distrikt Lucma (Mariscal Luzuriaga)
Der Distrikt Lucma liegt in der Provinz Mariscal Luzuriaga in der Region Ancash in West-Peru. Er besitzt eine Fläche von 75,3 km². Die Bevölkerungsentwicklung ist abnehmend. Die Einwohnerzahl lag im Jahr 2017 bei 2732. Verwaltungssitz ist die auf einer Höhe von 3083 m gelegene Ortschaft Lucma mit 125 Einwohnern (Stand 2017).
Der Patron des Dorfes ist der „San Miguel Arcángel“, weshalb das Dorffest am 28. Oktober stattfindet.

## Geographische Lage
Der Distrikt Lucma liegt im äußersten Westen der Provinz am Osthang der Cordillera Blanca, einem Gebirgszug der peruanischen Westkordillere. Der Distrikt erstreckt sich über die südliche Talhälfte des Flusses Quebrada Yurma, der von einem Gletscher unterhalb des 5345 m hohen Berges Pucaraju gespeist wird. Im Osten reicht der Distrikt bis zum Fluss Río Pacosbamba, dem linken Quellfluss des Río Yanamayo. Dieser trennt den Distrikt Lucma vom weiter östlich gelegenen Distrikt Musga. Im Süden liegt der Distrikt Llumpa, im Norden der Distrikt Huayllán. Die westliche Distriktgrenze bilden die Gipfel Yanagaga und Tuctubamba sowie der Berg Pucaraju.

## Dörfer und Gehöfte im Distrikt Lucma
Im Folgenden eine Auflistung der Siedlungen im Distrikt. Der jeweilige Quechua-Name steht in Klammern.
- Carhuacasha (Qarwa kasha)
- Chárac (Charaq)
- Masqui (Maaski)
- Pochgoj (Puchquq)
- Quishuar (Kiswar)
- Seccha (Siqcha)
- Tayabamba (Tayapanpa)